# Volverás (canción de Coral Segovia)
«Volverás» es una canción pop, escrita por Pumpin’ Dolls y Coral, incluida en su disco debut. Fue el primer sencillo, y consiguió colarse entre los 20 sencillos más vendidos durante varias semanas y se convirtió en uno de los temas más radiados del momento en toda España. 

## Vídeo musical
El videoclip de “Volverás”, dirigido por Juan Belmonte, grabado en Barcelona los días 9, 10, 11 de octubre de 2001. En él se puede ver a Coral en un bar usando un corpiño rojo, cantando y bailando, mientras en varias escenas se muestra a un hombre encerrado en una pecera, que muestra el simbolismo que representa el mal momento en la vida de una persona. 

### Anécdotas del tema
«Volverás» fue la segunda canción que se trabajó para el disco debut de la cantante a mediados del 2000. Se tenía un instrumental muy divertido en plan disco y Coral le compuso la estrofa que es la que se oye en el álbum. Se añadieron estribillos y una segunda estrofa. Se hicieron cuatro arreglos diferentes de esta canción, y la versión que se dejó para el álbum resultó ser la primera y más parecida al arreglo original. 
El sonido de la canción es bastante complejo, existen, por un lado, la base rítmica de batería real sampleada, percusión real (Djembe, congas y triángulo), y caja de ritmos filtrada, en total un montón de pistas formando una pelota tremebunda. Los redobles son partes de batería real pasadas por un montón de compresores para darle ese punto antiguo. El vocoder que aparece es el que originalmente grabaron Pumpin’ Dolls para el primer instrumental. La remezcla se hizo unos meses después de terminar el álbum. Las trompetas que se oyen en la canción, son un descarte de unas otras remezclas hechas al tema.
Las remezclas se hicieron unos meses después de terminar el álbum, y partiendo de uno de los arreglos originales. El resultado fue una mezcla de todas las ideas que surgieron durante la grabación.

#### CD sencillo (Volverás)
| # | Canción                                | Compositores                               | Duración |
| - | -------------------------------------- | ------------------------------------------ | -------- |
| 1 | Pumpin' Dolls Disco Odissey Radio Edit | Juan Belmonte / Abel Arana / Coral Segovia | 3:59     |
| 2 | Pumpin’ Dolls Full Original Version    | Juan Belmonte / Abel Arana / Coral Segovia | 6:15     |
| 3 | Pumpin’ Dolls Disco Odissey Club Mix   | Juan Belmonte / Abel Arana / Coral Segovia | 7:47     |
| 4 | Album Version                          | Juan Belmonte / Abel Arana / Coral Segovia | 3:48     |

## Créditos
- Una producción dirigida y realizada por Juan Belmonte y Abel Arana (Pumpin' Dolls) para Sony Music Entertainment Spain, S.L.

- Guitarras: Diego Garcia

- Coros: Vicky y Luisi Bodegas, Coral

- Percusión adicional: Javier Portugués

- Vocoder: Pumpin' Dolls

- Mezclado por Pumpin' Dolls en Fullhouse Studios

- Mastering: Fernando Álvarez en Eurosonic Mastering.

- Remix y producción adicional por Juan Belmonte y Abel Arana (Pumpin' Dolls) en Fullhouse Studios, Madrid.

- Datos: Q6164783